# Kostel svatého Václava (Velešín)
Kostel svatého Václava je římskokatolický chrám ve Velešíně. Postaven byl ve 13. století, jeho současná podoba je výsledkem barokní přestavby v polovině 18. století, ale i později byl několikrát stavebně upravován. Areál kostela spolu s márnicí, farou, hřbitovem a ohradní zdí se vstupní branou je od roku 1958 chráněn jako kulturní památka. 

## Historie

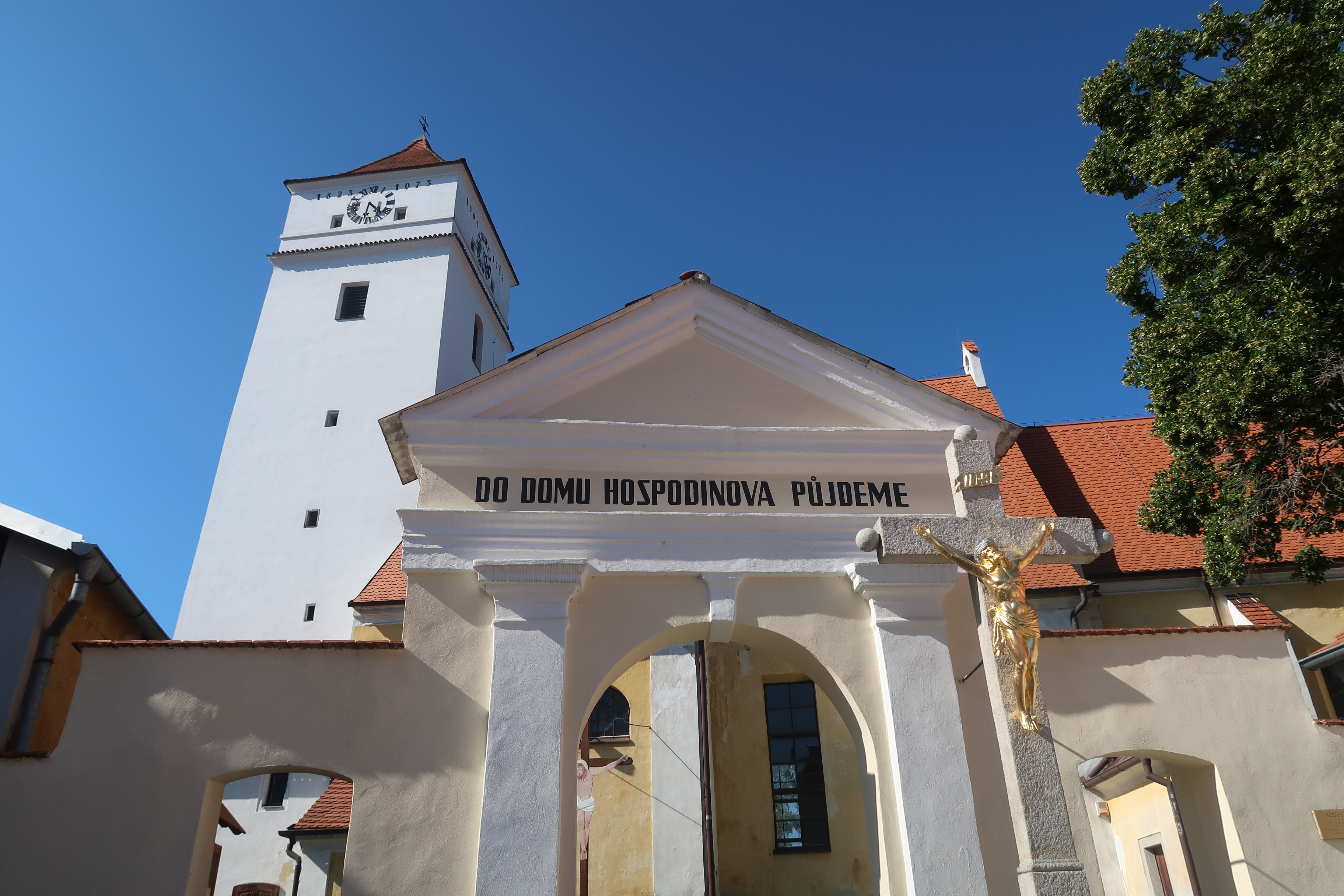
Vstup do areálu kostela sv. Václava z ulice Latrán

Velešínský kostel sv. Václava vznikl pravděpodobně na místě starší dřevěné stavby někdy v polovině 13. století, první písemná zmínka jej dokládá v roce 1285. Z nejstarší podoby kostela se dodnes dochovala část zdiva a gotický portál v jižní části presbytáře. K větším stavebním úpravám došlo v roce 1491, především byla přistavěna čtyřpatrová věž. V roce 1491 byl kostel nově vysvěcen biskupem Benediktem z Valdštejna, který tehdy sice působil v Polsku, ale kvůli nedostatku světících biskupů v Čechách často zajížděl do Českého království. V témže roce byl vysvěcen i nově postavený kostel sv. Filipa a Jakuba. K renovaci a dalším drobným opravám došlo v letech 1603 a 1700, kdy byla podlaha vydlážděna kamennými deskami. 
Zásadní přestavbu kostela v barokním slohu inicioval dlouholetý a činorodý farář Theofil Ignác Hostounský (1694–1763), který byl zároveň arcibiskupským vikářem pro několik sousedních farností. Velešínská farnost byla v té době prosperujícím hospodářským celkem s vlastními poddanými a farář Hostounský stál u zrodu myšlenky radikální přestavby kostela v letech 1750–1754. K přestavbě kostela svolil tehdejší majitel panství a patron kostela hrabě František Leopold Buquoy. I když bylo běžné, že šlechta se finančně podílela na přestavbách církevních staveb na svých statcích, Buquoyové se tehdy potýkali s obrovským zadlužením s hrozbou exekuce. Přestavbu velešínského kostela financoval sám farář Hostounský ze svých prostředků a z výnosů farnosti, vlastními nákresy v pamětní knize také zaznamenal podobu kostela před a po rekonstrukci. Po dokončení přestavby byl kostel v roce 1754 nově vysvěcen pražským světícím biskupem Janem Ondřejem Kayserem, i poté ale pokračovaly úpravy interiérů, opět na vlastní náklady faráře Hostounského (zakoupení varhan 1755, stavba kazatelny 1756, oprava a pozlacení oltáře Panny Marie 1759–1760). 
V roce 1773 byla kostelní věž zvýšena o páté patro s bytem pro kostelníka, v roce 1833 byla věž obohacena o hodiny. V roce 1837 byla střecha kostela pokryta taškami, v letech 1887–1888 došlo k renovaci vnitřního zařízení. V roce 1910 dosloužily varhany z roku 1755, na stavbu nového nástroje se složily regionální finanční instituce a Buquoyové. Varhany z roku 1911 postavila firma Čeněk Škopek z Tábora nákladem 4500 korun. Za první světové války byly zrekvírovány všechny čtyři kostelní zvony pocházející z 18. a 19. století, nové zvony byly vysvěceny a zavěšeny v roce 1926. Na jaře 1942 byly všechny zvony opět sejmuty a poskytnuty pro válečné účely. Ve výroční den vzniku Československé republiky 28. října 1946 byl vysvěcen nový zvon. Z iniciativy faráře Ladislava Vichra tehdy došlo k obnově fasád a střechy z dobrovolných příspěvků ve výši 50 000 Kčs. V 80. letech 20. století byly do Velešína převezeny cenné barokní varhany z Hůrek, původně ze zrušeného kláštera v Belgii. Varhany byly v dezolátním stavu, ale přes nepřízeň státních orgánů se podařilo prosadit jejich zrestaurování s náklady ve výši přes 86 000 Kčs. Poprvé zazněly v roce 1988 při svatováclavské pouti. V roce 2002 přibyly ke zvonu z roku 1946 další tři zvony, ulité ve zvonařství Rudolfa Pernera v bavorském Pasově.

## Popis

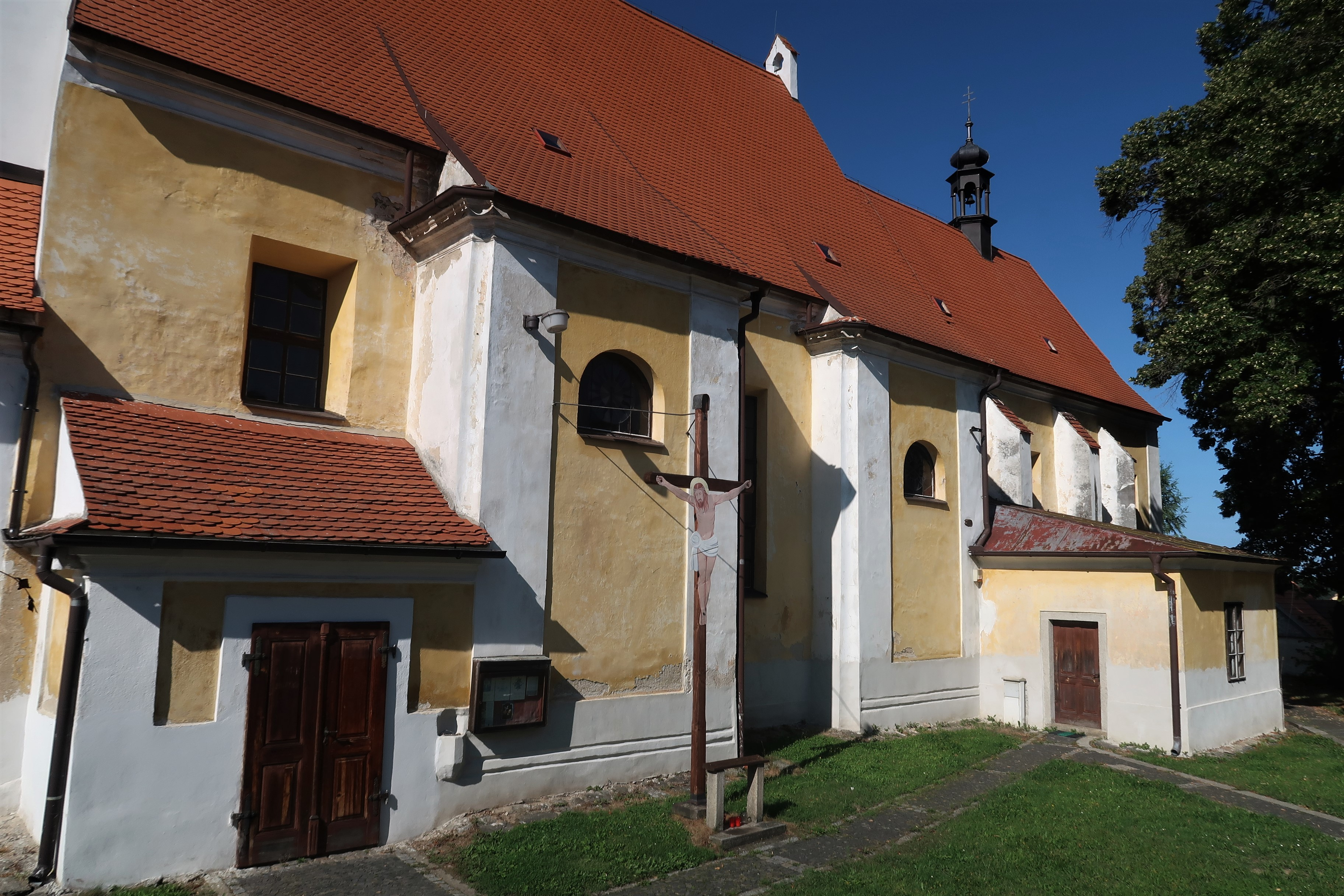
Kostel sv. Václava od jihu

Kostel sv. Václava stojí východně od centra Velešína, přístup k němu je z ulice Latrán kolem nejstaršího velešínského domu U Kantůrků. Pod památkovou ochranu spadá kromě kostela márnice, ohradní zeď s honosnou vstupní branou a hřbitov severně od kostela. Původně dvoulodní stavba byla změněna na jednolodní přestavbou v 18. století. Kostel je jednolodní stavbou se čtyřmi bočními kaplemi a pravoúhlým presbytářem. K západnímu průčelí přiléhá hranolová věž s hodinami, nad ciferníky jsou data jednotlivých stavebních úprav. Vnitřní výzdoba pochází převážně z druhé poloviny 18. století, hlavní oltářní obraz a křížová cesta je dílem místního rodáka Bedřicha Kamarýta. 